# Ptychohyla erythromma
Espèce
Synonymes
- Hyla erythromma Taylor, 1937

Statut de conservation UICN

 EN B1ab(iii)+2ab(iii) : En danger
Ptychohyla erythromma est une espèce d'amphibiens de la famille des Hylidae.

## Répartition
Cette espèce est endémique du centre de l'État de Guerrero au Mexique. Elle se rencontre entre 700 et 950 m d'altitude sur la sierra Madre del Sur,.

## Publication originale
- Taylor, 1937 : New species of Hylid frogs from Mexico with comments on the rare Hyla bistincta Cope. Proceedings of the Biological Society of Washington, vol. 50, p. 43-54 (texte intégral).